# Temnoplectron wareo
Temnoplectron wareo là một loài bọ cánh cứng trong họ Bọ hung (Scarabaeidae).